# アドルフ・ヴュルツ

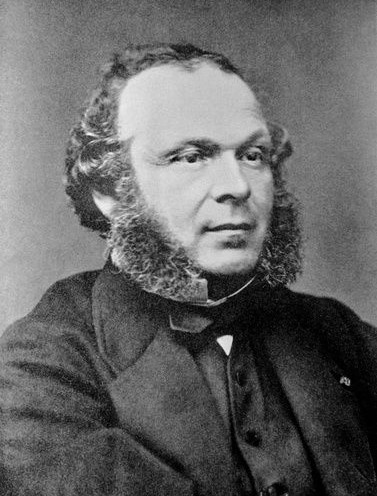
アドルフ・ヴュルツ

シャルル・アドルフ・ヴュルツ（仏: Charles Adolphe Wurtz, 1817年11月26日 – 1884年5月12日）はフランスの化学者である。ヴルツ、ウルツとも表記される。

## 生涯
ストラスブールの近くヴォルフィスハイム (Wolfisheim) に生まれる。1834年にプロテスタント系のギムナジウムを卒業した。父親はルーテル教会の牧師であり、ヴュルツに神学を学ぶことを望んでいたが、彼が薬学の道に進むことを許した。化学的な面に特に情熱を傾けて成功を収め、1839年にはストラスブール大学薬学部で化学科長に任じられた。1843年にアルブミンとフィブリンに関する論文で医学博士号を取得したのち、ドイツ・ギーセンのユストゥス・フォン・リービッヒの元で学んだ。1年後にパリに戻り、ジャン＝バプティスト・デュマの私有の研究室で研究を行った。1845年、薬科大学 (École de Médecine) でデュマの助手となり、4年後には有機化学の講座を与えられ、講義をするようになった。薬科大学の彼の実験室は設備が非常に貧弱だったので、これを補うため1850年に個人的なものをルー・ガレンシア (Rue Garencire) に作ったが、すぐに建物が売られてしまったため、この実験室はあきらめざるを得なかった。1850年にヴェルサイユで新設された農芸化学研究所で教授職を得たが、1852年には廃校になってしまった。翌年、デュマの辞職により薬学部有機化学講座に、マシュー・オルフィラの死去により鉱物化学・毒性学講座にそれぞれ空席ができた。これらが合併されて新しい講座となり、ヴュルツが教授として就任した。1866年に薬学部長に任じられると、ドイツに比べてかなり遅れていた学生教育用の実験室の整備のため、建物の再編・再構築に努めた。1870年の彼の報告書 Les Hautes Études pratiques dans les universités allemandes に記録が残っている。
1875年、薬科大学の学部長を辞して名誉学部長となり、政府に働きかけてパリ大学に有機化学講座を作らせ、そこで初めての教授となった。しかし、満足な設備が整った実験室は与えられず、結局完全なものが開設されたのは彼の死後のことであった。
ヴュルツはヨーロッパに存在するほとんど全ての科学系学会の名誉会員であった。パリ化学会の設立者の1人であり（1858年）、最初の幹事となったあと、幾度も会長を務めた。テオフィル＝ジュール・ペルーズ (Théophile-Jules Pelouze) の後継として1867年にフランス学士院に入り、のちに副会長（1880年）、会長となった（1881年）。1881年には国民議会の議員となった。
ヴュルツの最初の学術論文は1841年の次亜リン酸に関するものであり、その後もリン酸に関する研究を続け、チオリン酸、リン酸トリクロリド、水素化銅を発見した。しかし、主な功績は上記の無機化合物ではなく有機化学に関するものである。彼はシアン酸エーテルの研究によって有機化学に新たな1分野を開拓した。金属カリウムをシアン酸エーテルと反応させることによって、アンモニアの最も単純な有機物誘導体であるメチルアミン（1849年）、そして尿素を合成することに成功した（1851年）。また1855年、それまでグリセリンから得られていた種々の誘導体を調査し、一般的なアルコールは1つの水分子の型が関与する性質を持つのに対して、グリセリンは3つの水分子の型が関与するアルコールであるという結論に至った（現代ではグリセリンは3つのヒドロキシ基を持つ多価アルコールであることが知られている）。さらに、この結論を基にして、2つのヒドロキシ基を持つアルコールであるグリコール（ジオール）類を発見した（1856年）。この発見ののち、徹底的にエチレンオキシドやポリエチレンオキシドの研究に取り組んだ。グリコールを酸化することで乳酸の誘導体を作り出し、その構造についてヘルマン・コルベと議論することによって、ヒドロキシカルボン酸やアミノカルボン酸類についての多くの新事実や解釈をもたらした。1855年、今日知られているウルツ反応を発表した。
1867年、トリメチルアミンとグリコールクロロヒドリン (Cl−CH2−CH2−OH) の反応によりノイリン (neurine, CH2=CHNMe3+・OH−) を合成した。1872年にアルドールを発見し、それがアルコールとアルデヒドの両方の性質を持つことを指摘した。
これらの新規化合物合成に加えて、当時アボガドロの法則への反例として挙げられていた異常な蒸気密度に関する研究でも功績もあげている。オレフィンの研究をしていたとき、温度が上昇するにつれてアミレンヒドロハライド類の蒸気密度に変化が起こる事に気づいた。温度が上昇するにつれて蒸気密度はほぼ正常な蒸気密度から最終的には正常な値の半分にまで変化した（温度が上昇するにつれて徐々にハロゲン化水素が脱離反応を起こし、圧力一定下での体積が増えて密度は減少する）。この現象から、塩化アンモニウムや五塩化リンで見られる異常な蒸気密度は分子の解離によって説明できる、という説に賛同した。1865年からいくつかの論文でこの問題を扱い、特に抱水クロラールの蒸気の解離についてアンリ・ドビーユやマルセラン・ベルテロと議論を続けた。
1852年から1872年までの21年間に亘り、フランスの化学研究を抄録する Annales de chimie et de physique （化学・物理学年報）誌で編集委員となった。1869年から他のフランスの化学者と共同して Dictionnaire de chimie pure et appliquée （純粋化学・応用化学辞典） の編纂を始め、1878年に完成させた。1880年から1886年に2巻の増補版が刊行され、1892年にの第2増補版の出版が始まった。他の著書には Chimie médicale （医療化学、1864年）、Leçons élémentaires de chimie moderne （現代化学の基礎演習、1867）、Théorie des atomes dans la conception générale du monde （世界を形作る原子の理論、1874）、La Théorie atomique （原子理論、1878）、Progrés de l'industrie des matières colorantes artificielles （人工染料の工業における進歩、1876）、Traité de chimie biologique （生化学論、1880年&ndsh;1885年）がある。また、 Histoire des doctrines chimiques （化学理論の歴史）は上記の辞典の導入文であったが、1868年にこの部分のみが出版された。これは有名な序文「化学はフランスの科学である (La chimie est une science française)」から始まる。
ヴュルツの生涯と業績、報文リストは Bulletin de la Société Chimique 誌に1885年に掲載されたシャルル・フリーデルによる伝記や、Ber. deut. c/fern. Gesellsch 誌に1887年に掲載され、Zur Erinnerung an vorangegangene Freunde 誌の3巻に1888年に再掲載されたアウグスト・ヴィルヘルム・フォン・ホフマンによる伝記でも見ることができる。